# Hindustan Petroleum
Hindustan Petroleum Corporation Limited est une compagnie pétrolière nationale indienne. L'entreprise est propriétaire de 2 des 19 raffineries indiennes basées à Mumbai et Visakhapatnam.

## Histoire
En janvier 2018, ONGC annonce l'acquisition d'une participation majoritaire de 51,1 % dans Hindustan Petroleum pour 5,78 milliards de dollars .